# Saâne-Saint-Just
Saâne-Saint-Just – miejscowość i gmina we Francji, w regionie Normandia, w departamencie Sekwana Nadmorska.
Według danych na rok 1990 gminę zamieszkiwały 132 osoby, a gęstość zaludnienia wynosiła 19 osób/km² (wśród 1421 gmin Górnej Normandii Saâne-Saint-Just plasuje się na 766. miejscu pod względem liczby ludności, natomiast pod względem powierzchni na miejscu 537.).